# Hitlerjunge Quex
Hitlerjunge Quex (Untertitel: Ein Film vom Opfergeist der deutschen Jugend) ist ein 1933 nach der gleichnamigen Romanvorlage von Karl Aloys Schenzinger gedrehter Spielfilm von Hans Steinhoff. Der nationalsozialistische Propagandafilm bezieht sich auf die Biographie des erstochenen Hitlerjungen Herbert Norkus. Die Hauptrolle des Heini Völker spielt Jürgen Ohlsen. Heinrich George und Berta Drews sind als Heinis Eltern zu sehen.
Heute ist er ein Vorbehaltsfilm der Friedrich-Wilhelm-Murnau-Stiftung. Er gehört damit zum Bestand der Stiftung, ist nicht für den Vertrieb freigegeben und darf nur mit Zustimmung und unter Bedingungen der Stiftung gezeigt werden.

## Handlung
Der Berliner Druckerlehrling Heini Völker ist Sohn eines zum Kommunismus tendierenden Vaters. Heinis Mutter bleibt demgegenüber ambivalent und weitgehend unpolitisch.
Die kommunistische Jugendorganisation lädt Heini zu einem Zeltlager ein. Diese Organisation (in der Handlung fortlaufend als Kommune bezeichnet) wird als liederlich, der sexuellen Ausschweifung ergeben und in ihrer Organisationsstruktur mafiös dargestellt. Heini missfällt all dies, er findet die Hitlerjugend viel ansprechender. Sie wird als ehrbar, vom Mittelstand geführt und einem „neuen“ nationalen Deutschtum ergeben dargestellt. Mit Lagerfeuerromantik sowie dem Propagieren von Mut, Tapferkeit und Heldentum (bis zum Heldentod) erscheint sie außerdem sehr attraktiv für Jugendliche. Schließlich meint er, dort herrsche mehr Disziplin und Organisation. Sein Vater hingegen möchte, dass er Mitglied bei den Kommunisten wird. Kurz darauf erhält Heini eine Einladung der Hitlerjugend. Diese hat sich, um die Kommune herauszufordern, ihr Quartier in derselben Straße gewählt wie die Kommunistische Jugendinternationale.
Deren Anführer, ein Freund von Heinis Vater, organisiert einen Anschlag auf die Räumlichkeiten der Hitlerjugend. Die Hitlerjungen glauben zunächst, dass Heini dafür verantwortlich sei. Aber auch das bringt diesen nicht von seinem Wunsch ab, der Hitlerjugend beizutreten. Aus diesem Grund informiert er die Jugendlichen, dass ein weiteres Attentat gegen sie geplant sei. Den Kommunisten, die ihren Sprengstoff vermissen, ist sofort klar, wer dafür verantwortlich ist. Heinis Mutter ist der gesamten Situation nicht mehr gewachsen und beschließt aus Furcht, sich selbst und ihren Sohn mit Gas umzubringen. Heini überlebt diesen Versuch eines erweiterten Suizids und verbringt eine kurze Zeit im Krankenhaus. Dort trifft sein Vater auf den Anführer der Hitlerjugend. Man spricht über Heinis Zukunft. Heini wird letztendlich Mitglied der Hitlerjugend unter dem Namen Quex. (Die reale Person Herbert Norkus hatte diesen Spitznamen von seinen Kameraden erhalten, da er „Befehle schneller als Quecksilber ausführe.“)
Während einer Wahlkampagne verteilt Heini Flugblätter der Nationalsozialisten in seinem alten Wohngebiet. Die Kommunisten haben jedoch nicht vergessen, dass er sie aus ihrer Sicht verraten hat, und ermorden ihn.

## Musik
In diesem Film wurde der Öffentlichkeit erstmals das von Baldur von Schirach getextete Kampflied Vorwärts! Vorwärts! präsentiert. Das von Hans-Otto Borgmann komponierte HJ-Lied ist auch unter seinem Refrain Unsere Fahne flattert uns voran bekannt. Es zog sich als Leitmotiv durch den Film und wurde zur Hymne der Hitlerjugend.

## Produktion
Die Vorbereitungen für den Film begannen vermutlich im Jahre 1932. Hans Steinhoff wurde etwa einen Monat später als Regisseur gewonnen, wiederum einen Monat später stand die Besetzung zum größten Teil. Danach konnten die Dreharbeiten beginnen. Gedreht wurde in Berlin-Müggelsee, am Seddinsee bei Berlin und am Anhalter Bahnhof. Der Film wurde von der Universum-Film AG Berlin unter der Aufnahmeleitung von Fritz Koch produziert, Herstellungsgruppe Karl Ritter, und stand unter dem Protektorat des Reichsjugendführers Baldur von Schirach. Die Bauten stammten von Artur Günther und Benno von Arent. Für den Ton war Walter Tjaden verantwortlich.
Die deutsche Erstaufführung fand am 12. September 1933 in München statt, nachdem der Film am 7. September 1933 einer Prüfung unterzogen worden war. Am 19. September 1933 lief er dann allgemein in den deutschen Kinos an. Gezeigt wurde der Film auch in Japan, Brasilien, Spanien, Frankreich, Polen, Portugal sowie in den USA.
Im Defa-Kinderfilm Die Sprungdeckeluhr von 1990 wird Bezug auf diesen Film genommen. Zum einen wird eine Szene aus Hitlerjunge Quex nachgestellt, zum anderen wurden bei einer Kinovorführung Ausschnitte aus dem Film gezeigt.

## Rezeption
Die zeitgenössische Rezeption in Deutschland stand unter dem Zeichen der nationalsozialistischen Herrschaft und der seit März 1933 vorangetriebenen Gleichschaltung der Presse. Dementsprechend war das Echo auf die Premiere im September 1933 fast durchweg positiv. Auch kommerziell entwickelte der Film sich zu einem Erfolg. Die Produktionskosten von 310.000 Reichsmark spielte er problemlos wieder ein, fünf Monate nach der Premiere lagen die Einnahmen schon bei 718.000 Mark. Hitlerjunge Quex wurde zu einem der erfolgreichsten Filme der Saison 1933/1934.
Über den Protagonisten schrieb der Film-Kurier damals: „[…] dieser tapfere junge Soldat starb den Heldentod. […] Er starb für eine Sache an die er glaubte, für seine Kameraden, für seine Fahne, und vor allem für seinen geliebten Führer.“
Von der Filmprüfstelle des Dritten Reichs erhielt der Film am 7. September 1933, fünf Tage vor der Erstaufführung, das Filmprädikat „Künstlerisch besonders wertvoll“. Allerdings gelangte man bald zu der Ansicht, dass die ideologische Botschaft des Films zu durchsichtig und plump verbreitet werde, weshalb man auf Anweisung von Joseph Goebbels dazu überging, nationalsozialistische Propaganda im Kino zumeist subtiler und unauffälliger zu vertreten. Goebbels wünschte handwerklich bessere Filme als den allzu durchschaubaren Hitlerjunge Quex.
Wegen seiner Propaganda für den Nationalsozialismus und insbesondere wegen seiner Werbung für die Hitlerjugend wurde der Film nach Ende des Zweiten Weltkrieges vom Oberkommando der alliierten Siegermächte unter Verbot gestellt. Heute liegen die Auswertungsrechte bei der Friedrich-Wilhelm-Murnau-Stiftung, die die Vorführung dieses Vorbehaltsfilms nur im Rahmen spezieller Bildungsveranstaltungen ermöglicht.
Karlheinz Wendtland urteilte über den dritten (nach S.A. Mann Brand und Hans Westmar) der „tendenziösen Filme“, die die Kampfzeit der Hitler-Partei zum Gegenstand hatten: „Während die ersten beiden Tendenzfilme belanglos und daher erfolglos blieben, spürt man hier deutlich die Arbeit von Fachleuten. Hans Steinhoff wurde damit einer der linientreuen Regisseure des Dritten Reiches. Aus diesem Film stammt das spätere Lied der Hitlerjugend Unsere Fahne flattert uns voran. Das Lied war also ein Film-Song.“
Der Medienwissenschaftler Rolf Seubert schreibt im Rückblick, Hitlerjunge Quex sei ein „gut gemachter und erfolgreich laufender Film“ gewesen. Er sei „zum Prototyp des Jugendpropagandafilms schlechthin“ geworden, auch wenn er als Film über die „Kampfzeit“ vor 1933 schon kurz nach der Machtergreifung der NSDAP in seiner Wirkung als „Gründungsmythos“ „verblaßte“ und „unglaubwürdig“ geworden sei.
In ihrer Studie Jugend und Film, erschienen 1944 im Zentralverlag der NSDAP, gab die Autorin Anneliese Ursula Sander ein Urteil über den inzwischen schon elf Jahre alten Film ab. Sie sprach von „gelegentlicher Schwarzweißzeichnung“, aber auch von „außerordentlich blutvoller Darstellung“ und davon, dass die „Kontrastierungen manchmal bis hart an die Grenze vorgetrieben seien, aber nicht darüber hinaus“. Weiter führte sie aus: „Die Ausdrucks- und Eindruckskraft dieses Films ist, gemessen an der Subtilität des Stoffes und der politisch-tendenziösen Problemstellung einmalig. Mit solchen Bildern, mit solchen Szenen, mit solchen Dialogen, mit solchen Menschendarstellern lassen sich Menschen packen, ergreifen, erschüttern und damit überzeugen und führen. Der Einsatz der künstlerischen Mittel war groß. Der Erfolg noch größer. Dieser Film wird noch den nachwachsenden Generationen ‚vom Opfergeist der deutschen Jugend in der Kampfzeit des Nationalsozialismus‘ Kunde geben.“

## Trivia
„Hitlerjunge Quex“ war in Reichswehroffizierskreisen der spöttische Spitzname für den Reichswehrminister Werner von Blomberg, der sich Hitler gegenüber sehr willfährig zeigte.
Dem „Jugendführer des deutschen Reiches“ Baldur von Schirach wurden homosexuelle Beziehungen zu Hitlerjungen, besonders zu Jürgen Ohlsen, nachgesagt. Die Gerüchte waren so stark, dass seit etwa 1933/1934 das abgeleitete Verb quexen für sich homosexuell betätigen in der HJ gebräuchlich gewesen sein soll.
Die rechtsextreme Monatszeitschrift Nation Europa bezeichnete 1987 Skinheads als „die Quexe von heute“.
Im Film Das Boot (1981) beklagt der Kommandant (gespielt von Jürgen Prochnow), dass jetzt schon die ganz jungen, „die Quexen“ nach vorne geschickt würden.